# Робітниця (журнал)
«Робітни́ця» — комуністичний ілюстрований двотижневик, орган жіночої секції Товариства «Українського робітничо-фармерського дому». Виходив у Вінніпезі. Утворився у результаті об'єднання журналів «Голос праці» та «Голос робітниці».
Редактори Мирослав Ірчан (1924—1929), М. Ленартович (1929—1933), П. Прокопчак.
«Робітниця» містила серед іншого твори письменників України і робітників-письменників Канади і США; мала дитячу сторінку.
У 1929 році часопис мав 6 500 підписників.